# Hillel Slovak

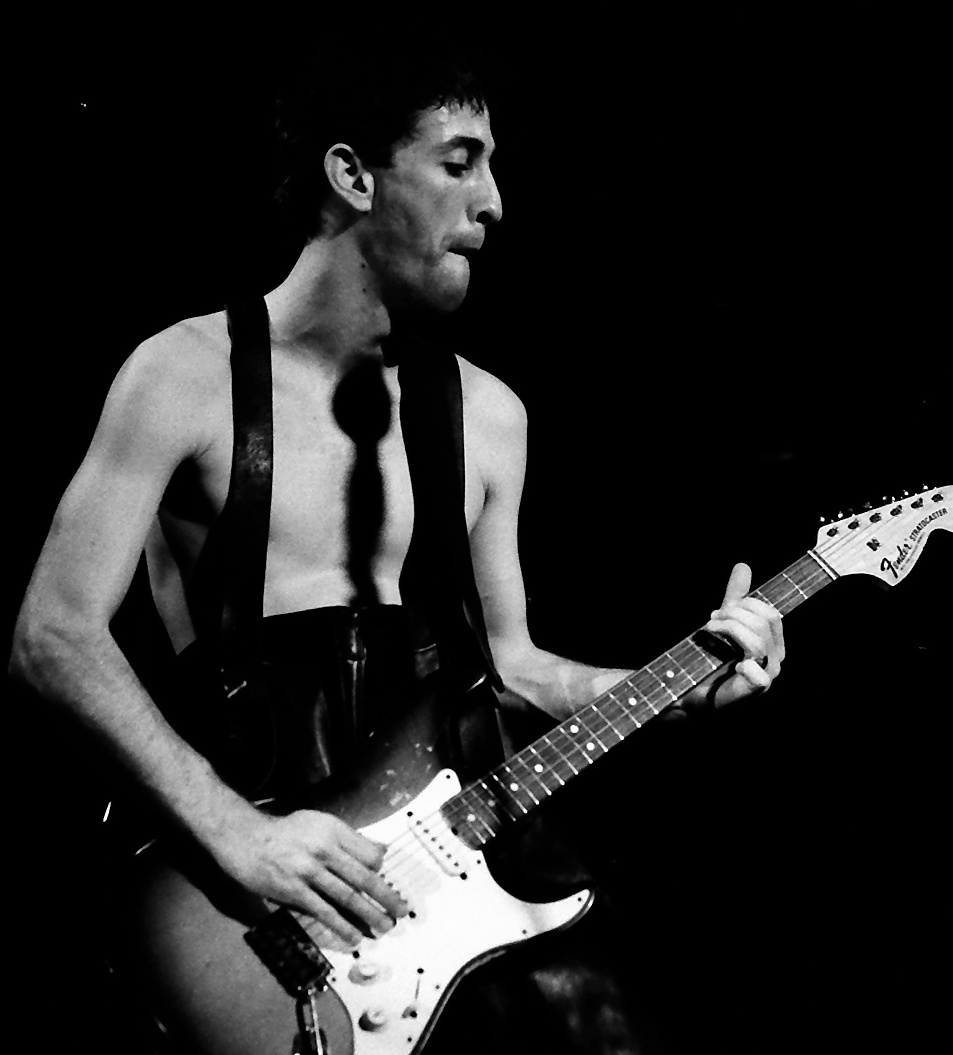
Hillel Slovak (1983)

Hillel Slovak (* 13. April 1962 in Haifa, Israel; † 25. Juni 1988 in Los Angeles) war ein US-amerikanischer Musiker. Bekanntheit erlangte er als Gitarrist bei den Red Hot Chili Peppers.

## Werdegang
Hillel Slovaks jüdische Familie zog 1967 nach Kalifornien. Dort besuchte er die Fairfax Highschool, wo er Anthony Kiedis und Michael „Flea“ Balzary, dem er ein paar Grundlagen des Bass-Spiels zeigte, kennenlernte. Mit ihnen und seinem langjährigen Freund aus Kindheitstagen Jack Irons gründete er das Spaß-Funk-Projekt Tony Flow and the Miraculously Majestic Masters of Mayhem, aus denen später die Red Hot Chili Peppers (RHCP) hervorgingen.
Schon früh begann er durch seine Vorliebe für Künstler wie Jimi Hendrix, Kiss und Led Zeppelin sein eigenes unverwechselbares Gitarrenspiel zu entwickeln, dessen funkartige Spielweise u. a. der damalige RHCP-Fan John Frusciante bewunderte und später auch als Mitglied der RHCP perfekt spielen bzw. imitieren konnte. Der damals erst 16-jährige Frusciante begeisterte sich nicht nur für Slovaks Gitarrenspiel, sondern freundete sich auch persönlich mit ihm an.
Slovak war 1984 mit Alain Johannes als Gitarrist und Jack Irons als Schlagzeuger mit der Band What Is This?, deren Name bis 1980 Anthym war, bei dem Label MCA gebunden. Da Anthony Kiedis mit Flea bereits bei EMI unterschrieben hatten, mussten Slovak und Irons auf dem ersten RHCP-Album von Jack Sherman an der Gitarre und Cliff Martinez am Schlagzeug ersetzt werden. Doch ein Jahr später entschied Slovak, wieder bei der von ihm mitgegründeten Band weiterzumachen und wechselte zurück zu den Peppers.
Im Laufe der Zeit entwickelte er (genau wie Kiedis) eine starke Heroin-Abhängigkeit, im Gegensatz zu Kiedis versuchte Slovak diese jedoch begrenzt zu halten. Dadurch wollte er vermeiden, dass die anderen Bandmitglieder ihm eine Abhängigkeit unterstellen konnten, obwohl es bei seinen Auftritten immer deutlicher wurde, dass er Suchtprobleme hatte. Er verspielte sich des Öfteren oder glitt vollständig in seine eigene Traumwelt ab.
Aufgrund der persönlichen Bindungen innerhalb der Band wurde die Sucht vom Rest der Band ignoriert – wohl auch deshalb, weil sich Flea und Kiedis ihrerseits mit Speedballs dem Rausch hingaben. Nach dem dritten Album The Uplift Mofo Party Plan kam es zur ersten ausgedehnten Europatour der Band zusammen mit der Funk-Metal-Band Fishbone. Flea und Kiedis versuchten zum ersten Mal, ohne Drogen zu touren, während Slovak auch während der Tour weiterhin Drogen nahm, sodass er während der Live-Auftritte häufig Schwierigkeiten hatte, sich auf sein Gitarrenspiel zu konzentrieren. Inzwischen erwogen die restlichen Bandmitglieder einen zwischenzeitlichen Ausschluss von Slovak, da sein Verhalten immer weniger vorhersehbar geworden war. Schließlich konnte Angelo Moore, Leadsänger der Band Fishbone, die anderen Mitglieder davon überzeugen, dass es sowohl für Slovak als auch für die Red Hot Chili Peppers selbst am besten wäre, dieses Vorhaben abzubrechen. Slovak machte einen Entzug.
Nachdem die Band aus Europa zurückgekehrt gewesen war und sich auf die Aufnahmen für ihr viertes Studioalbum vorbereitete, besorgte sich Slovak, noch bevor die Aufnahmen richtig begonnen hatten, wieder Heroin und Kokain. Am Tag zuvor hatte er noch seinen Bruder angerufen, um ihm von seinem Drang, seinen Drogenkonsum wieder aufzunehmen, zu berichten. Die für ihn übliche Dosis, die Slovak sich bei diesem Rückfall spritzte, war für seinen vom Heroin wieder entwöhnten Körper jedoch zu viel. Er starb im Alter von 26 Jahren in Los Angeles. Die Todesursache war eine Überdosis Heroin.
Hillel Slovak wurde auf dem Mount Sinai Memorial Park Cemetery in den Hollywood Hills (Los Angeles) beigesetzt. Sein Tod bedeutete fast das Ende der Band. Anthony Kiedis zog sich einige Zeit nach Mexiko in eine einsame Strandhütte zurück, um über den Tod eines seiner besten Freunde hinwegzukommen. Slovaks langjähriger Weggefährte Jack Irons erlitt einen Nervenzusammenbruch und musste psychiatrisch behandelt werden. Er war es auch, der den anderen Bandmitgliedern Vorwürfe wegen des leichtfertigen Konsums harter Drogen machte und schließlich die Band verließ.

## Vermächtnis
Hillel Slovak wirkte an den Alben The Uplift Mofo Party Plan, Freaky Styley und an der Abbey Road EP mit. Die Arbeit am vierten Album Rockin Freakapotamus (später als Mother’s Milk veröffentlicht) konnte aufgrund Slovaks Ableben zunächst nicht fertiggestellt werden.
Nach Slovaks Tod nahm der damals erst 18-jährige John Frusciante seinen Platz ein, der nur durch das Eingreifen von Anthony Kiedis in letzter Minute auf das Angebot als Gitarrist der L.A.-Combo Thelonious Monster verzichtete.
Die Red Hot Chili Peppers widmeten Slovak das Album Mother’s Milk (explizit den Song Knock me down) und auf dem 1991er Album Blood Sugar Sex Magik u. a. das Lied My lovely Man wo er unter verschiedenen Nicknames erwähnt wird. Im auf dem Album Californication befindlichen Titel Right on Time wird er am Schluss durch Backmasking-Verfahren auch erwähnt (We miss him).
Eine seiner Beschäftigungen neben der Musik war u. a. die Malerei. Er malte zahlreiche Bilder, die von seinem jüngeren Bruder in einem Sammelband veröffentlicht wurden (Behind the Sun: The Diary & Art of Hillel Slovak). Im Booklet des Albums Mother’s Milk wurde eines von Slovaks Werken abgebildet.